# 掛角
掛角是圍棋用語，指在布局階段，當一方已經在角上佔了一個據點時（即佔角），另一方在這個據點的附近下子，達到攻擊或分角的目的，一般在掛角之後通常雙方即開始進行定式。根據對方佔角位置的不同，掛角的位置也不同，較常見的有小飛掛角、大飛掛角、一間高掛等，針對高目或目外佔角則有進三三的掛角方式。